# Punta Rothera
Punta Rothera è un promontorio roccioso situato sulla costa sud-orientale dell'isola Adelaide, nella Terra di Graham. Sita in particolare all'estremità sud-orientale della penisola Wright,  dove si estende nel canale di Cole per circa un chilometro, costituendo il limite nord-occidentale della baia di Ryder, punta Rothera ospita la base di ricerca Rothera, ivi realizzata dal British Antarctic Survey, che la gestisce dal 1975.

## Storia
Punta Rothera fu scoperta e mappata nel 1909 durante la seconda spedizione antartica comandata dal francese Jean-Baptiste Charcot, svoltasi dal 1908 al 1910. Essa è stata poi mappata più dettagliatamente dopo una ricognizione fatta nel 1936 dalla spedizione britannica nella Terra di Graham, svoltasi dal 1934 al 1937 e comandata da John Rymill, e poi da altre ricognizioni effettuate tra il 1948 e il 1950 da parte del British Antarctic Survey, al tempo ancora chiamato Falkland Islands Dependencies Survey (FIDS). Il promontorio è stato così battezzato proprio in onore di un ricognitore del FIDS: John M. Rothera.

## Flora
L'interesse biologico all'interno dell'area è confinato alle scogliere rocciose, dove è presente un'abbondante crescita vegetale dominata da licheni e in particolare da licheni fruticosi appartenenti alle specie Usnea antarctica, Usnea sphacelata e Pseudephebe minuscula e dal lichene foglioso Umbilicaria decussata. Al di sotto della scogliera settentrionale dell'area è poi presente una piccola colonia di Colobanthus quitensis e alcuni esemplari di Deschampsia antarctica hanno iniziato a stabilirsi in due diversi siti a partire dal 1989.

## Fauna
La fauna invertebrata è piuttosto scarsa ed è costituita solo da poche specie di acari, di cui Halozetes belgicae e  Cryptopygus antarcticus sono le più comuni.

Per quanto riguarda le specie di volatili nidificanti nell'area, le skue appartenenti alle specie Catharacta lonnbergii e Catharacta maccormicki sono quelle più numerose, con un numero di coppie registrate che è comunque inferiore alla decina.

## Conservazione
Circa 250 metri a est dalla base Rothera è presente un'area di circa 4 ettari che è stata designata Area Specialmente Protetta dell'Antartide (codice ASPA 129). Si tratta di un'area unica nel suo genere in Antartide, poiché è l'unica area protetta attualmente designata esclusivamente per il suo valore nel monitoraggio dell'impatto umano. L'obiettivo delle ricerche in essa intraprese è infatti quello di utilizzarla come zona di controllo inalterata per valutare l'impatto delle attività svolte presso la vicina stazione di ricerca Rothera sull'ambiente antartico.